# Brasil thuộc Hà Lan
Brasil thuộc Hà Lan, hay còn gọi là Tân Hà Lan, là phần phía bắc của thuộc địa Bồ Đào Nha ở Brasil, cai quản bởi Cộng hòa Hà Lan trong quá trình Hà Lan thuộc địa hóa châu Mỹ khoảng thời gian giữa năm 1630 và 1654. Các thành phố chính của thuộc địa Tân Hà Lan là thủ phủ Mauritsstad (ngày nay là Recife), Frederikstadt (João Pessoa), Nieuw Amsterdam (Natal), Saint Louis (São Luís), São Cristóvão, Fortaleza (Pháo đài Schoonenborch), Sirinhaém và Olinda.
Từ năm 1630 trở đi, Cộng hòa Hà Lan đã chinh phục hầu hết một nửa diện tích Brasil có người châu Âu đặt chân tới thời điểm đó, với thủ phủ đặt tại Recife. Công ty Tây Ấn Hà Lan (WIC) đặt tổng hành dinh của họ tại Recife. Thống đốc Johan Maurits, đã mời các nghệ sĩ và khoa học gia đến thuộc địa nhằm phát triển Brasil và tăng dân nhập cư. Tuy nhiên, sự thống trị của người Hà Lan bị lung lay khi Bồ Đào Nha chiến thắng họ tại Trận Guararapes lần thứ hai mang ý nghĩa quyết định vào năm 1649. Ngày 26 tháng 1 năm 1654, người Hà Lan đầu hàng và ký hiệp định nhượng lại thuộc địa, nhưng đây chỉ là thỏa ước tạm thời. Đến tháng 5 năm 1654, Hà Lan yêu cầu phải được trả lại Tân Hà Lan. Ngày 6 tháng 8 năm 1661, Tân Hà Lan chính thức được nhượng lại cho Bồ Đào Nha qua Hiệp định The Hague (1661).
Trong khi khoảng thời gian này không có nhiều ý nghĩa trong lịch sử Hà Lan, nhưng đối với Brasil đây là thời gian tương đối quan trọng. Nó đã không để lại nhiều thay đổi lâu dài lên sự hình thành đời sống và cấu trúc xã hội của Brasil thuộc Bồ Đào Nha. Những người định cư Bồ Đào Nhà chống lại Hà Lan chủ yếu nhờ vào những nguồn lực sẵn có, bao gồm việc huy động người da đen và liên minh với thổ dân vốn thông thuộc địa hình. Cuộc tranh đấu đầu tiên này đánh dấu cột mốc hình thành tinh thần quốc gia Brasil thuở ban đầu. Thời kỳ chứng kiến sự suy giảm ngành công nhiệp đường của Brasil do cuộc xung đột giữa Hà Lan và Bồ Đào Nha làm gián đoạn sản xuất đường, dẫn đến sự cạnh tranh đến từ các trang trại đối thủ Anh, Pháp và Hà Lan ở vùng Caribbe.

## Mối quan hệ Hà Lan-Iberia thuở ban đầu
Low Countries đã có một thời gian dài thuộc Đế quốc Tây Ban Nha; tuy nhiên, vào năm 1568 Chiến tranh tám mươi năm (1568-1648) nổ ra, và người Hà Lan thành lập Cộng hòa Bảy Hà Lan Thống nhất. Kết quả của cuộc chiến là người Hà Lan đánh chiếm được các vùng đất, thuộc địa và tàu của Tây Ban Nha. Vào năm 1594 Phillip II, vua của cả Tây Ban Nha và Bồ Đào Nha (1580-1640), cho phép các tàu Hà Lan đến Brasil một lần một năm bằng một đội tàu hai mươi chiếc. Năm 1609, hai quốc gia ký Thỏa ước Mười hai năm trong đó quy định Cộng hòa Hà Lan được phép buôn bán với những người định cư Bồ Đào Nhà ở Brasil, vì Bồ Đào Nhà vẫn còn nằm trong liên minh vương triều với Tây Ban Nha từ năm 1580 đến 1640. Dân số và diện tích nhỏ của chính quốc Bồ Đào Nha dẫn đến việc nước này cần giao thương và sự trợ giúp của các đế quốc khác nhằm duy trì thuộc địa và thương mại của đế quốc, và người Hà Lan đã tham gia vào vai trò mà cả đôi bên đều có lợi này. Một phần của thỏa ước quy định, người Hà Lan đồng ý trì hoãn thành lập Công ty Tây Ấn Hà Lan, một thực thể khác đối trọng với Công ty Đông Ấn Hà Lan.
Khi thỏa ước sắp chấm dứt, người Hà Lan nhanh chóng mở rộng mạng lưới thương mại của họ, và giành được hơn một nửa việc giao thương giữa Brasil và châu Âu. Đã có 29 nhà máy đường ở Bắc Hà Lan vào năm 1622, so với chỉ có 3 nhà máy vào năm 1595. Năm 1621, thỏa ước mười hai năm kết thúc và Công ty Tây Ấn Hà Lan ngay lập tức được thành lập. Chiến tranh Hà Lan–Bồ Đào Nha tái diễn và thông qua công ty này người Hà Lan bắt đầu can thiệp vào các thuộc địa Tây Ban Nha và Bồ Đào Nha ở châu Mỹ.

### Nỗ lực xâm lược thất bại năm 1624
Tiếp tục một phần của kế hoạch Groot Desseyn, Đô đốc Jacob Willekens vào tháng 12 năm 1623 đã dẫn đầu đoàn của Công ty Tây Ấn Hà Lan (WIC) đến Salvador, nơi này sau đó trở thành thủ phủ của Brasil và là trung tâm mía đường. Cuộc viễn chinh bao gồm 26 tàu và 3,300 người. Họ tới đây vào ngày 8 tháng 5 năm 1624, dẫn đến việc Toàn quyền Bồ Đào Nha Diogo Tristão de Mendonça Furtado đầu hàng người Hà Lan.
Tuy nhiên, đến 30 tháng 4 năm 1625, người Bồ Đào Nha tái chiếm thành phố, bằng một lực lượng liên quân Bồ Đào Nha và Tây Ban Nha, bao gồm 52 tàu và 12,500 người. Thành phố này nắm vai trò chính yếu như là căn cứ cho cuộc chiến của Bồ Đào Nha chống lại sự xâm chiếm Brasil từ phía Hà Lan.
Năm 1628, việc cướp được đoàn chở bạc của Tây Ban Nha thực hiện bởi Piet Heyn ở Vịnh Matanzas đã giúp Hà Lan có tiền thực hiện thêm một nỗ lực xâm chiếm Brasil tại Pernambuco.

## Miền Đông Bắc Brasil trong Thời kỳ Vàng son dưới chế độ Hà Lan

### Thành lập Brasil thuộc Hà Lan

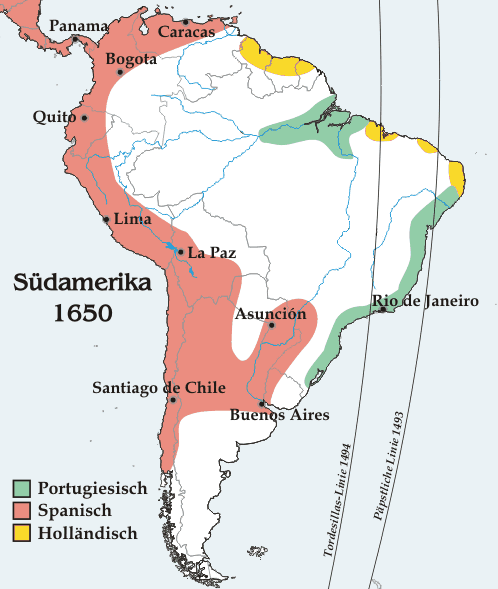
Nam Mỹ trong khoảng năm 1650

#### Xâm chiếm thành công năm 1630
Mùa hè năm 1629, người Hà Lan đang thèm muốn bang Pernambuco của Brasil, nơi sảng xuất mía đường có diện tích và sản lượng lớn nhất thế giới. Bằng một hạm đội 65 tàu của Hà Lan chỉ huy bởi Hendrick Corneliszoon Loncq; công ty Tây Ân Hà Lan đã giành được Olinda ngày 16 tháng 2 năm 1630, và Recife (thủ phủ Pernambuco) và António Vaz ngày 3 tháng 3.

#### Củng cố quyền lực của Hà Lan
Toàn quyền Bồ Đào Nha Matias de Albuquerque đã chỉ huy một cuộc kháng cự mạnh mẽ ngăn cản Hà Lan xây dựng các pháo đài ở nhữn vùng đất mà họ chiếm được. Đến năm 1631, người Hà Lan xuất phát từ Olinda và cố gắng chiếm quyền kiểm soát pháo đài Cabedello on Paraíba, the Rio Grande, Rio Formoso, và Cabo de Santo Agostinho. Tuy nhiên những nỗ lực này đều thất bại.
Vẫn nắm trong tay António Vaz và Recife, người Hà Lan sau đó đã củng cố thêm lãnh địa của tại Cabo de Santo Agostinho. Đến năm 1634, Hà Lan đã kiểm soát được dải bờ biển từ Rio Grande do Norte đến Cabo de Santo Agostinho. Trên biển họ cũng nắm thế chủ động tương tự. Đến năm 1635 nhiều người định cư Bồ Đào Nha chọn sống ở vùng đất dưới quyền kiểm soát người Hà Lan thay vì ở dưới quyền Bồ Đào Nha. Phía Hà Lan ban cho họ quyền tự do tín ngưỡng và bảo vệ tài sản. Năm 1635 Hà Lan chiếm được ba căn cứ chủ chốt của Bồ Đào Nha: các thị trấn Porto Calvo, Arraial do Bom Jesus, và Pháo đài Nazaré on Cabo de Santo Agostinho. Những nơi này giúp người Hà Lan tăng kiểm soát trong khu vực và tăng lợi nhuận ngành mía đường.

### Brasil thuộc Hà Lan dưới thời Johan Maurits van Nassau-Siegen

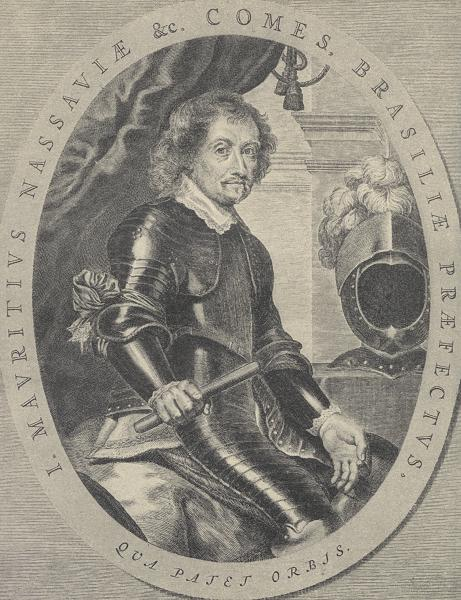
After returning from Brazil, Johan Maurits of Nassau became known as "The Brazilian" in the Netherlands.

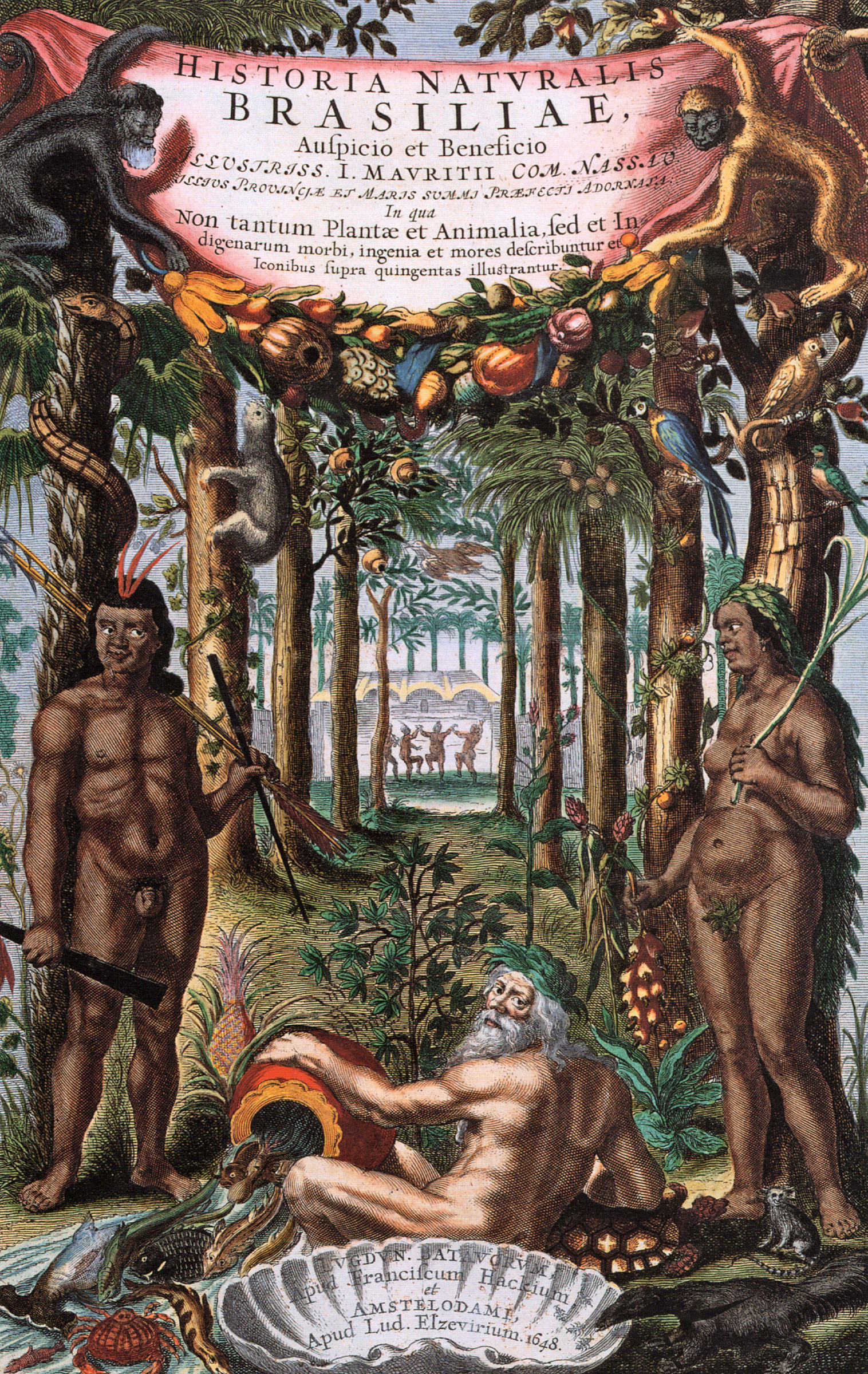
Title page of Georg Marcgraf's Historia Naturalis Brasiliae (1648)

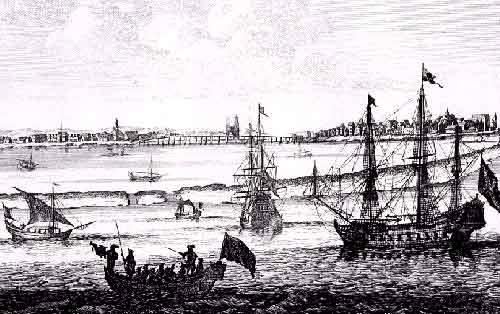
Recife or Mauritsstad – Capital of the Nieuw Holland in Brazil

Năm 1637, Công ty Tây Ấn Hà Lan giao lại trọng trách chinh phạt Brasil có tên là "Nieuw Holland," cho Johan Maurits van Nassau-Siegen (John Maurice của Nassau), cháu của William the Silent. Trong vòng một năm, Johan Maurits đã chiếm được các vùng đất Ceara và gửi một lực lượng viễn chinh chiếm trụ sở thương mại ở Tây Phi tại lâu đài Elmina, vốn sau trở thành thủ phủ của Bờ biển Vàng Hà Lan. Năm 1641 Hà Lan chiếm được tỉnh Maranhao, mở rộng quyền kiểm soát lãnh thổ của các dải bờ biển nằm giữa sông Amazon và sông Sao Francisco.

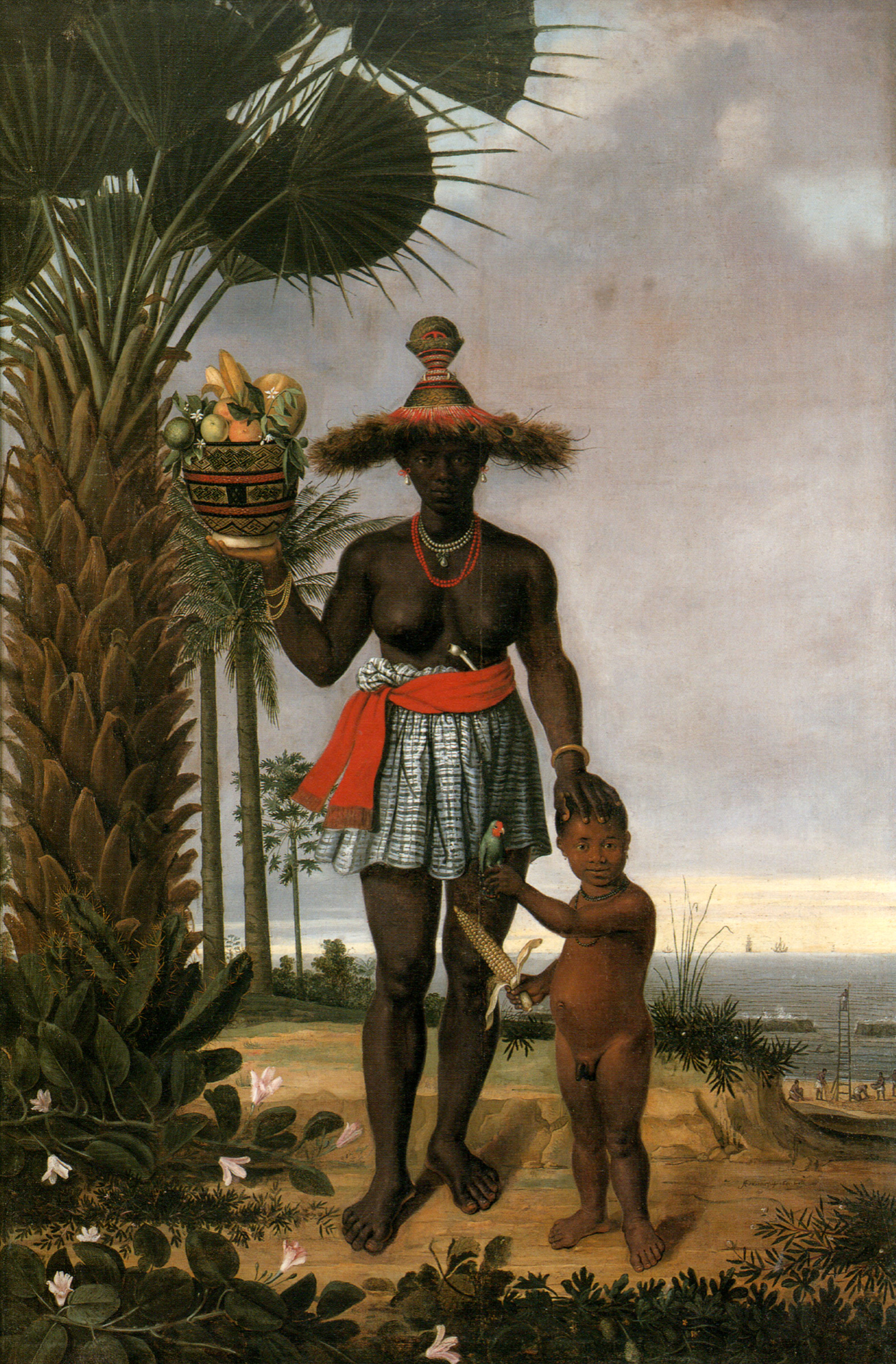
African Woman in Brazil by Albert Eckhout, one of the Dutch artists brought by Johan Maurits

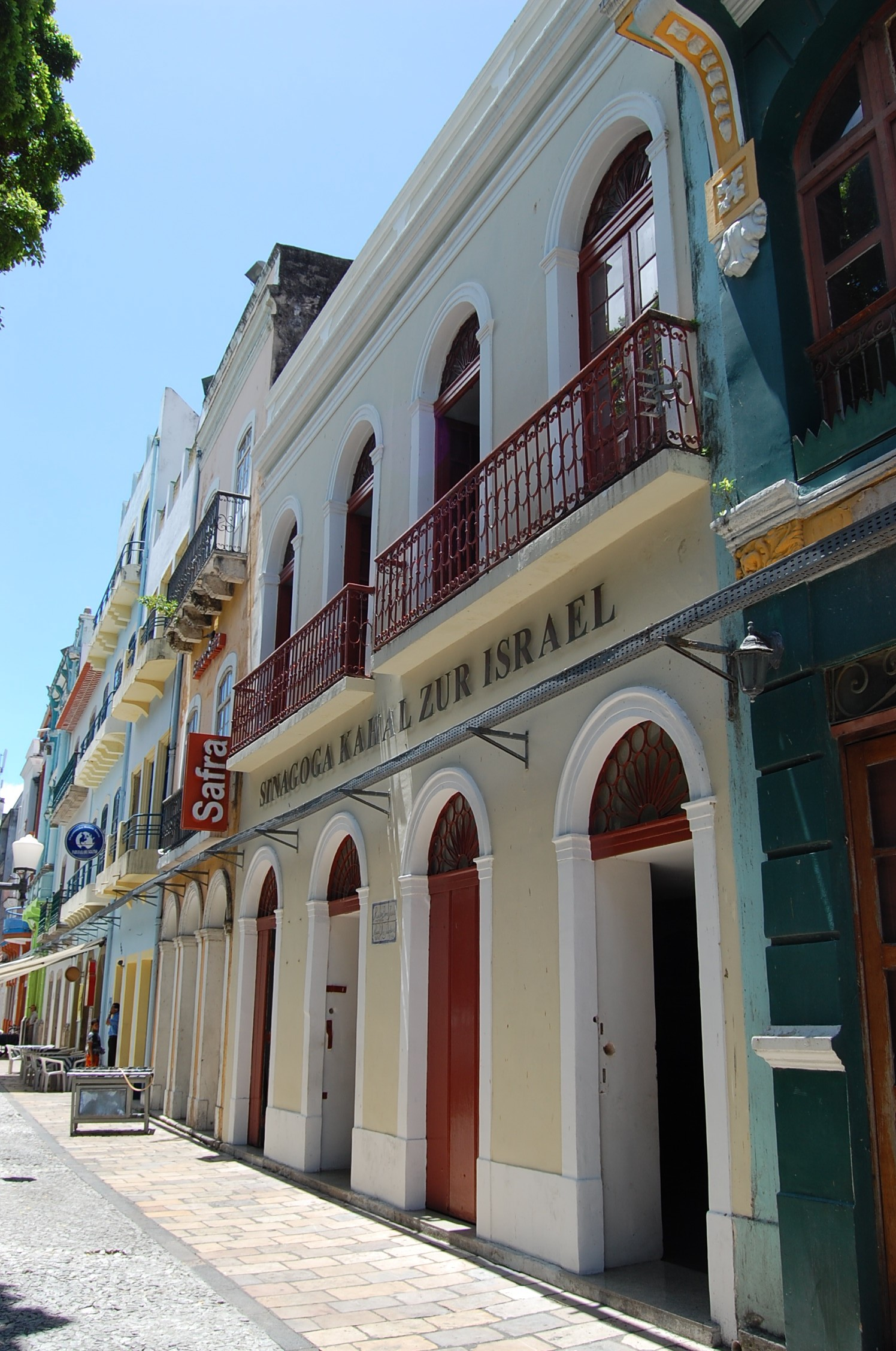
The Kahal Zur Israel Synagogue in Mauritsstad (Recife) is the oldest synagogue in the Americas. Jews made up 50% of the white population in Dutch Brazil.

#### Maurits cai trị
Maurits khẳng định luôn yêu mến Brasil vì phong cảnh đẹp và con người nơi đây, dưới thời của ông thuộc địa này phát triển thịnh vượng. Các họa sĩ thời vàng son của Hà Lan nằm dưới sự bảo trợ của ông, như Albert Eckhout và Frans Post, đã ghi lại sự trù phú của Brazil qua các bức tranh về nhiều chủng tộc, cảnh đẹp và cuộc sống bình lặng. Ông cũng mời gọi các nhà tự nhiên học Georg Marcgraf và Willem Piso đến Brasil. Họ thu thập và công bố một khối lượng khổng lồ thông tinh về lịch sử tự nhiên của Brasil, trong ấn phẩm năm 1648 dưới cái tên Historia Naturalis Brasiliae, đây là bản tổng kết có hệ thống đầu tiên kiến thức của châu Âu về châu Mỹ, và nó đã có tác động lớn lạo lên giới học thuật Âu châu trong hơn một thế kỷ.
Về mặt tổ chức chính quyền, ông ban hành chế độ đại nghị thông qua các hội đồng tỉnh và hội đồng nông thôn với sự tham gia của cả người Bồ Đào Nha và Hà Lan.
Ông bắt đầu hiện đại hóa đất nước bằng những con đường, cây cầu ở Recife. Trên hòn đảo António Vaz, ông thành lập thị trấn Mauritsstad (còn có tên là Mauricia), tại đây ông đặt đài quan sát thiên văn và một trạm khí tượng, đây đều là những công trình thuộc dạng này đầu tiên được người châu Âu thiết lập ở châu Mỹ.
Dưới thời Maurits, việc bảo vệ người Do Thái Brasil trước đó bị tẩy chay được tăng cường. Ông cho phép những người Do Thái trước đó bị ép buộc cải sang Công giáo được phục hồi đức tin của họ. Những người Công giáo không thuộc giáo hội La Mã, như những người theo Thần học Calvin, đều được cho phép thi hành tín ngưỡng của họ như là một phần của chích sách tự do tôn giáo. Hơn thế nữa, cộng đồng Công giáo La Mã chiếm đa số ở Brasil thuộc Hà Lan đều được thi hành tín ngưỡng tự do, vào thời điểm đó vốn đang có sự xung đột về tôn giáo sâu sắc như Chiến tranh Ba mươi năm giữa đạo Công giáo và Tin Lành. Những điều luật này tạo thành luật lệ ở Brasil thuộc Hà Lan dựa theo hòa ước được ký sau khi chinh phục Paraiba. Các đan sĩ các dòng Franciscans, Carmelites, và Benedictines vốn chiếm ưu thế dưới sự cai trị của Bồ Đào Nha. Họ đều được phép giữ lại đức tinh và thi hành tín ngưỡng trong dân chúng.
| Các thành phố chính Brasil thuộc Hà Lan | Các thành phố chính Brasil thuộc Hà Lan |
| Tên dưới thời thuộc địa Hà Lan          | Ngày nay                                |
| --------------------------------------- | --------------------------------------- |
| Mauritsstad                             | Recife                                  |
| Frederikstadt                           | João Pessoa                             |
| Nieuw-Amsterdam                         | Natal                                   |

#### Dân số Brasil thuộc Hà Lan
Mặc dù có những người Hà Lan di cư đến Brasil, nhưng đa số dân ở đây là người Bồ Đào Nha và người Bồ sinh ở Brasil, nô lệ châu Phi, và người Amerindi. Thuộc địa Brasi của Hà Lan gặp khó khăn trong việc thu hút những người Hà Lan đến định cư, do thuộc địa này chỉ có thể mang lại lợi nhuận cho những người cực giàu có thể mở được đồn điền mía đường và chỉ có một vài nhà xuất khẩu đường đến châu Âu vào thời điểm đó. Những người muốn lập nghiệp phải mua một số lượng nô lệ châu Phi lớn, và do đó chỉ có một vài người giàu có mới có thể mở đồn điền. Ngoài ra, họ còn phải đối mặt với nguy cơ đến từ các cuộc tấn công xâm nhập từ biên giới với người Bồ Đào Nha từ các vùng đất khác thuộc Brasil vẫn còn nằm trong tay người Bồ và từ những người Bồ vẫn còn trung thành với chính quốc họ nhưng bị buộc sống dưới quyền người Hà Lan. Kết quả là phần lớn những người Hà lan thuộc công ty Tây Ấn Hà Lan sau khi hết hợp đồng, họ đều quy trở về chính quốc mà không định cư tại Brasil. Do đó, người Hà Lan chỉ chiếm thiểu số cai trị giữa một dân số Bồ Đào Nha áp đảo.
Những người định cư Hà Lan được chia làm hai nhóm, nhóm thứ nhật được gọi là "Dienaren" (người hầu). Dienaren là những binh lính, công chức và giáo sĩ Calvin được công ty Tây Ấn tuyển dụng.
Vrijburghers (người tự do) – hay Vrijluiden – là nhóm còn lại, không xếp vào Dienaaren. Vrijburghen phần lớn là những cựu binh trước đây được công ty Tây Ấn tuyển dụng và sau đó lập nghiệp làm nông dân hoặc lãnh chúa engenho. Còn những người Hà Lan không xếp vào hai nhóm Vrijburghen hay Dienaren bao gồm những người rời Hà Lan lập nghiệp ở Nieuw Holland với vai trò thương nhân. Nhóm này có tầm quan trọng nhất đối với Nieuw Holland trong vai trò kinh tế do phần lớn việc giao thương do họ kiểm soát.

## Brasil thuộc Hà Lan chấm dứt

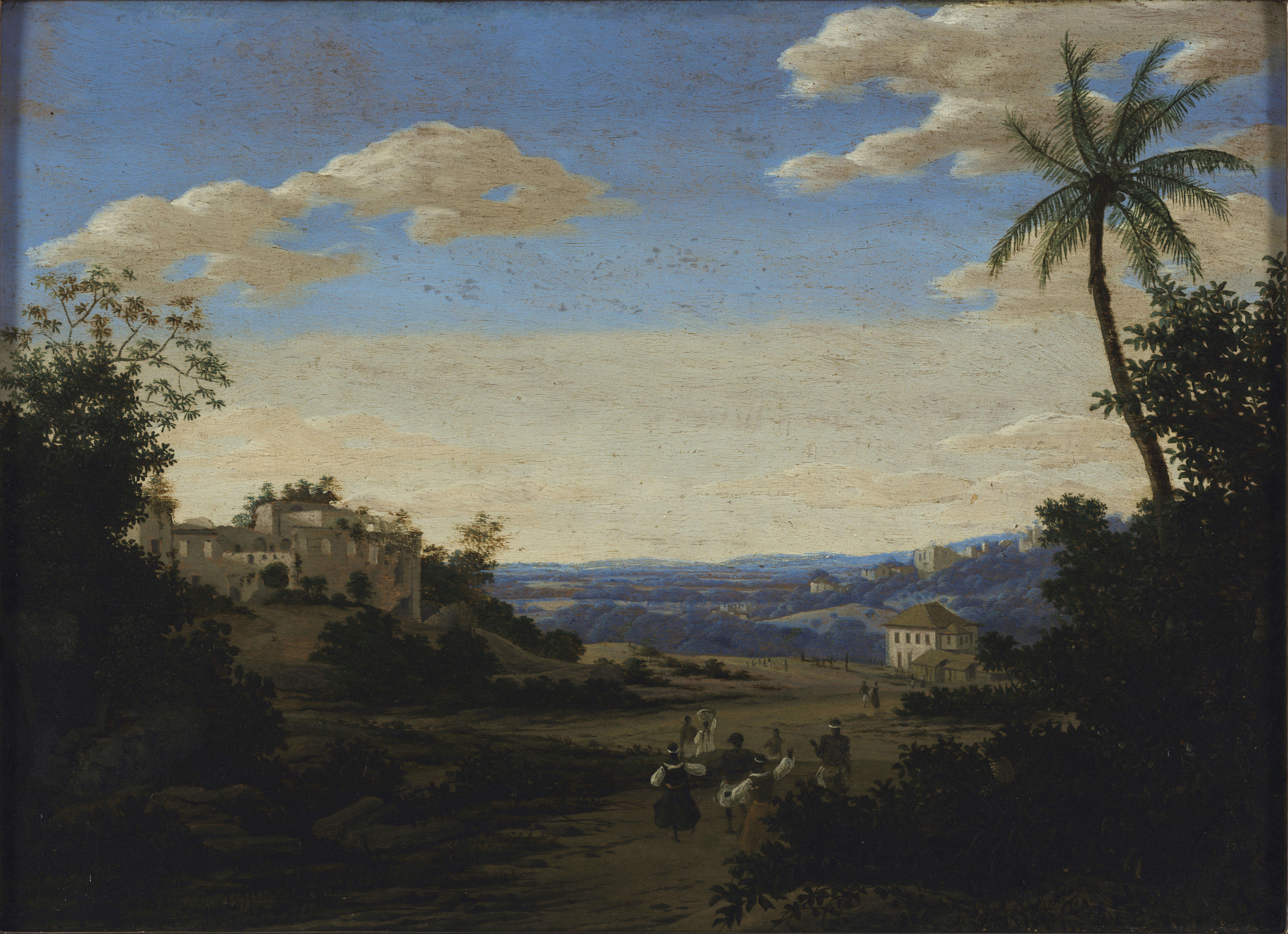
Frans Post View of Pernambuco, Brazil, k. 1637-44, Museu Nacional de Belas Artes.

### Maurits rời đi
In 1640, John, 8th Duke của Braganza tuyên bố Bồ Đào Nha độc lập khỏi Tây Ban Nha, kết thúc sáu thập kỷ nằm trong Liên minh Iberian. Kết quả là, nguy cơ Tây Ban Nha can thiệp vào Brasil thuộc Hà Lan giảm xuống, do Brasil ban đầu là một thuộc địa của Bồ Đào Nha. Năm 1641-1642 tân chính phủ Bồ Đào Nha ký một thỏa ước với Hà Lan, tạm thời chấm dứt tình trạng thù địch, nhưng người Hà Lan vẫn được ở lại Brasil. Năm 1643 Johan Maurits trang bị cho một đoàn viễn chinh của Hendrik Brouwer, và đã không thành công trong việc thiết lập một tiền đồn ở Nam Chile. Năm 1644, công ty Tây Ấn triệu hồi Johan Maurits về châu Âu nhằm cắt giảm chi phí quân sự, trong thỏa thuận ngừng tình trạng thù địch giữa hai quốc gia.

### Quyền cho thuê đất của công ty Tây Ấn ở Brasil
Một năm sau khi Maurits bị triệu hồi, công ty Tây Ấn đối mặt với một cuộc nổi dậy lớn của chủ đồn điền Bồ Đào Nha vào tháng 6 năm 1645. Các chủ đồn điền Bồ Đào Nha quanh Pernambuco chưa bao giờ hoàn toàn chịu sự cai trị của Hà Lan, và phản đối lãi suất cao bị các nhà cho vay Hà Lan áp đặt cho những khoảng vay nhằm sửa chữa lại đồn điền của họ sau cuộc chinh phạt của người Hà Lan. Tháng 8, những chủ đồn điền nổi dậy và chiến thắng trước lực lượng Hà lan trong một trận đánh nhỏ ngoài Recife, dẫn đến việc chấm dứt sự cai trị của Hà Lan. Cùng năm đó, Bồ Đào Nha lần lượt chiếm được Várzea, Sirinhaém, Pontal de Nazaré, Pháo đài Porto Calvo, và Pháo đài Maurits. Đến 1646, công ty Tây Ấn chỉ còn kiểm soát được bốn căn cứ dọc theo bờ biển Brasil, chủ yếu xung quanh Recife.
Mùa xuân năm 1646, Hà Lan gửi một lực lượng giải vây đến Recife bao gồm 20 tàu với 2000 người, tạm thời trì hoãn việc thành phố thất thủ. Ở châu Âu, sự sụp đổ của Brasil thuộc Hà Lan càng được thúc đẩy bởi những nỗ lực của Hà Lan chấm dứt cuộc xung đột kéo dài với Tây Ban Nha trong Chiến tranh Tám mươi năm. Tháng 8 năm 1647, các đại biểu đến từ tỉnh Zeeland của Hà Lan (nơi giữ lá phiếu phản đối cuối cùng với Tây Ban Nah) chấp thuận Hòa bình Munster chấm dứt chiến tranh với Tây Ban Nha. Đáp lại, Zeeland đạt được lời hứa các tỉnh khác của Hà Lan sẽ gửi một lực lượng viễn chinh thứ hai mạnh hơn đến chinh phạt Brasil. Lực lượng viễn chinh này bao gồm 41 tàu và 6000 người, khởi hành ngày 26 tháng 12 năm 1647.
Ở Brasil, Hà Lan đã rút khỏi Itamaracá ngày 13 tháng 12 năm 1647. Lực lượng viễn chính mới đã đến Recife muộn, với nhiều người trong số họ bị chết hoặc bất tuân lệnh cho chậm trả lương. Tháng 4 năm 1648, Bồ Đào Nha tiêu diệt lực lượng viễn chinh tại Trận Guararapes lần thứ nhất, diễn ra bên ngoài Recife. Bồ Đào Nha cử một đội tàu 84 tàu, bao gồm 18 tàu chiến nhằm tái chiếm Recife. Tháng 2 năm 1649, Bồ Đào Nha lại quét sạch Hà Lan tại Trận Guararapes lần thứ hai.

#### Tái chiếm Recife
Bản mẫu:Dutch colonial campaigns
Sự kiện tái chiếm Recife là một cuộc đụng độ quân sự giữa lực lượng Bồ Đào Nha chỉ huy bởi Francisco Barreto de Meneses và lực lượng Hà Lan chỉ huy bởi Captain Walter Van Loo. Sau khi Hà Lan thất bại tại Guararapes, những người sốt sót cũng như những tiền đồn ở New Holland, hội quân tại vùng Recife nhằm lập hàng phòng thủ cuối cùng. Tuy nhiên sa khi chiến đấu ác liệt, lực lượng Bồ Đào Nha chiến thắng và những người Hà Lan còn lại bị trục xuất khỏi Brasil.
Người Hà Lan thất thủ Recife ngày 28 tháng 1 năm 1654, trao lại thuộc địa của họ cho Bồ Đào Nha và chấm dứt sự tồn tại của Nieuw Netherlands.

### Vai trò của người Amerindia và người châu Phi

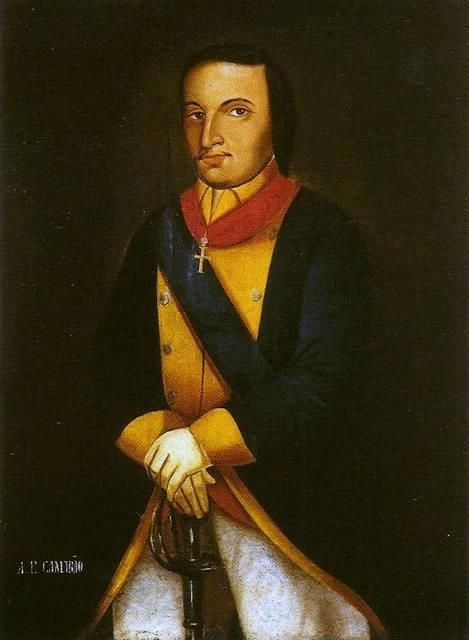
Chân dung của Antônio Filipe Camarão vào thế kỷ thứ 17, Amerindian ally of the Portuguese, knighted for his service.

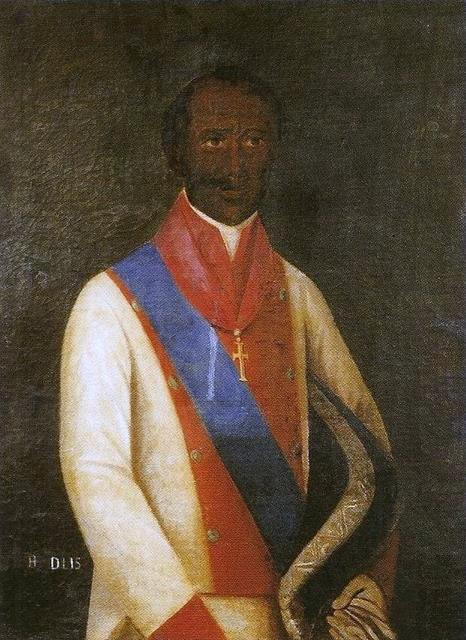
Chân dung Henrique Dias, who led blacks against at the Dutch.

Mặc dù lịch sử thường chỉ chú ý đến những đối thủ châu Âu trong các cuộc xung đột, nhưng dân bản địa Brasil đứng về cả hai phía trong cuộc chiến. Phần lớn họ về phía Hà Lan nhưng cũng có một só ngoại lệ đáng kể. Một là tù trưởng Potiguara được biết dưới cái tên Antônio Filipe Camarão, người được ban thưởng vì lòng trung thành với người Bồ Đào Nha bằng việc trao cho ông tước hiệp sĩ Huân chương Chúa trời. Sau khi người Hà Lan bị trục xuất, những người Amerindia đồng minh của họ bị trả thù sau chiến tranh.
Cả người Hà Lan và Bồ Đào Nhà đều sử dụng nô lệ châu Phi trong chiến tranh, thỉnh thoảng với lời hứa trả tự do. Về phía Bồ Đào Nhà, một cái tên đã đi vào lịch sử đó là Henrique Dias, người đã được ban ân danh hiệu quý tộc bởi vương triều, nhưng không được tước hiệp sĩ Huân chương Chúa trời như đã hứa.

### Kết quả
Sau thời kỳ Hà Lan, người Bồ Đào Nha dàn xếp các tranh chấp với người Amerindia ủng hộ Hà Lan. Các tranh chấp này là do khi người Hà Lan đến, những vùng đất mà những người Bồ Đào Nha bỏ lại được tiếp quản và sử dụng bởi người Amerindia. Sau khi người Hà Lan rời đi, những chủ đất Bồ Đào Nha quay lại và kiện nhằm lấy lại tài sản của họ, trong đó bao gồm các diện tích mía đường, nhà máy đường và các tòa nhà khác. Các vụ kiện tụng kéo dài trong nhiều năm.
Cuộc chiến vừa kết thúc đã để lại những hậu quả nặng nề về kinh tế ở vùng đông bắc Brasil. Cả hai phía đều dùng chiến thuật tiêu thổ làm gián đoạn sản xuất đường, và chiến tranh đã làm hao hụt nguồn ngân quỹ của Bồ Đào Nha vốn dùng đầu tư phát triển thuộc địa. Sau chiến tranh, giới chức Bồ Đào Nha buộc phải chi tiền thuế vào việc xây dựng lại Recife. Ngành công nghiệp mía đường ở Pernambuco không bao giờ phục hồi như thời Hà Lan, và bị vùng Bahia vượt qua về sản lượng.
Trong khi đó, người Anh, Pháp và Hà Lan tại Caribbe đã trở thành các đối thủ cạnh tranh với đường Brasil do việc tăng giá đường vào thập niên 1630 và 1640. Sau khi công ty Tây Ấn sơ tán khỏi Pernambuco, người Hà Lan mang các chuyên gia và vốn của họ đầu tư vào vùng Caribbe. Trong thập niên 1630, Brasil cung cấp 80% số lượng đường bán ra ở London, trong khi vào thập niên 1690 nước này chỉ chiếm 10% nguồn cung. Từ đó, thuộc địa Brasil của Bồ Đào Nha không phục hồi kinh tế được cho đến phát hiện vàng ở miền Nam Brasil trong thế kỷ 18.
Thời kỳ Hà Lan ở Brasil là "một dấu ấn lịch sử với những nét không phai" trong đời sống xã hội. Các sáng tác nghệ thuật của Hà Lan ở Brasil, đặc biệt bởi Albert Eckhout và Frans Post đã để lại những lưu giữ hình ảnh quý giá về người và cảnh vật Brasil đầu thế kỷ 17.

### Hiệp định hòa bình
Bảy năm sau khi Recife đầu hàng, một hiệp định hòa bình được giàn xếp giữa Cộng hòa Hà Lan va Bồ Đào Nha. Hiệp định The Hague (1661) được ký ngày 6 tháng 8 năm 1661, và yêu cầu Bồ Đào Nha phải trả 4 triệu réis trong khoảng thời gian 16 năm nhằm giúp Hà Lan phục hồi từ việc mất Brasil.